# Mistrovství světa v bandy

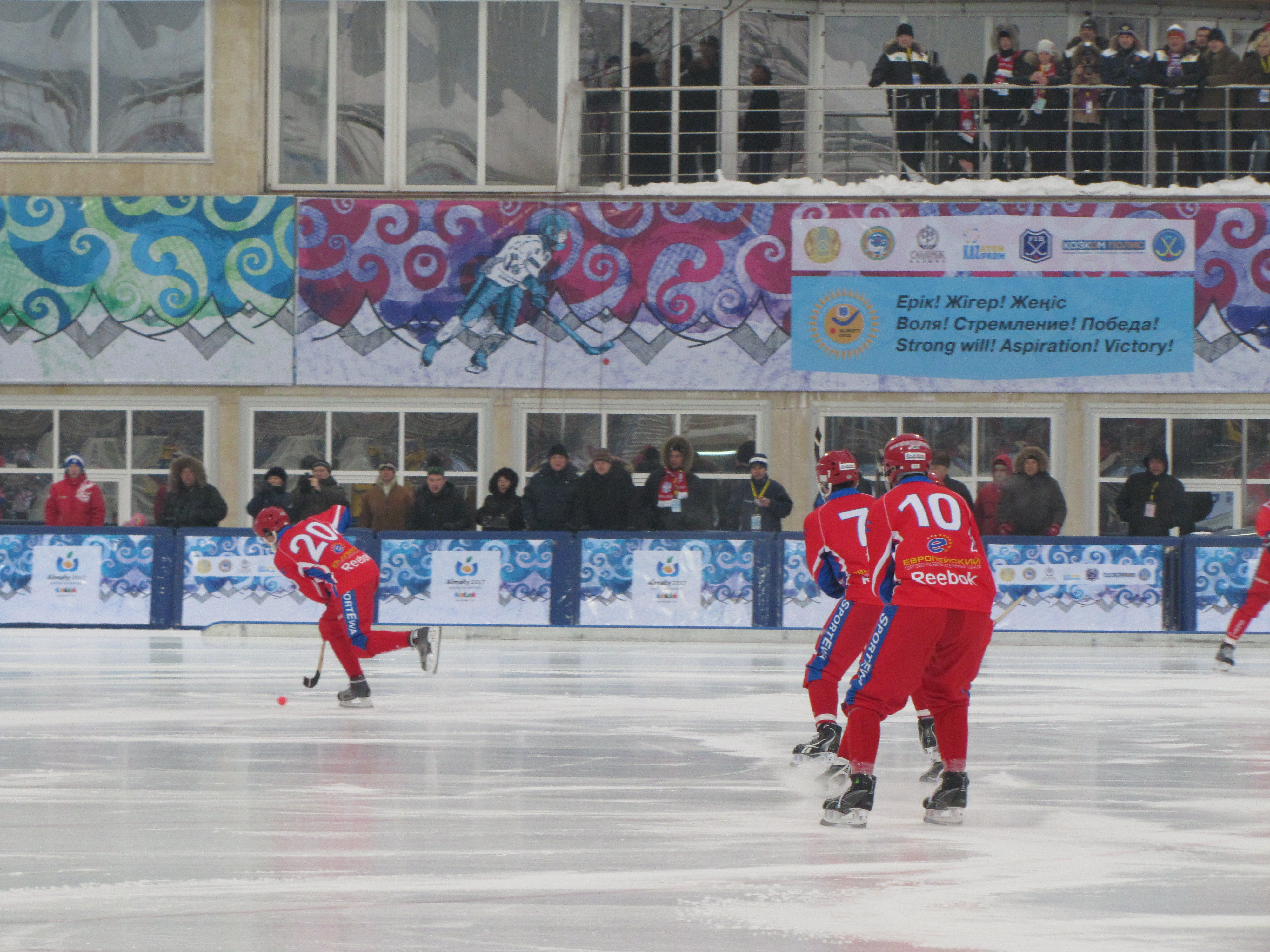
MS 2012, Medeo, Kazachstán

Mistrovství světa v bandy je vrcholný mezinárodní turnaj v bandy hokeji. Jde o šampionát, který se koná od roku 2003 každoročně a jehož účastníky jsou reprezentace světových zemí. Turnaj zaštiťuje Mezinárodní federace bandy. Obhájcem titulu z mistrovství světa 2019 je Rusko. Pro pandemii covidu-19 byla divize A mistrovství světa v Irkutsku pro rok 2020 zrušena.

## Historie
Úplně první zápas v bandy se konal již roku 1813 v anglickém městě Cambridgeshire, sport si však získal oblibu zejména v Rusku a Skandinávii. Mezinárodní federace bandy (FIB) byla tedy založena až v roce 1955 a to představiteli Švédska, Finska, Norska a Sovětského svazu. 1. mistrovství světa se konalo roku 1957 ve finských Helsinkách, mezi lety 1961 až 2003 se pak pořádalo každý lichý rok.

## Účast České republiky
Česká republika se stala premiérově součástí MS v únoru 2016 v Uljanovsku a vybojovala 15. příčku (7. pozici v divizi B). Stejný výsledek pak zopakovala v roce 2019 ve Švédsku.
Česko se na šampionátu v roce 2016 představilo ve skupině B divize B, kde podlehlo Ukrajině 7:9, Japonsku 4:5 a favorizovanému výběru Mongolska jasně 1:7, nicméně vítězství 17:0 nad Somálskem a 8:1 s Čínou českému týmu zajistily postup do čtvrtfinále. V něm Češi bohužel prohráli 3:7 s maďarskými hráči a byli odsouzeni k opětovným střetnutím se Somálci a Číňany. Díky obdobným úspěchům 16:0 a 6:2 v rozhodujících duelech o umístění český celek obsadil konečné 15. místo z 17 národních týmů.
Průběh na MS 2017 byl veskrze podobný. Češi postoupili do play-off divize B tentokrát ze třetího místa a byli jediným týmem, který dokázal uhrát alespoň remízu s Kanadou, která jinak všechna ostatní utkání ovládla a dobyla postup do elitní divize. Čtvrtfinálovým soupeřem byli však opět Maďaři a výsledek byl ještě horší než před rokem, čeští hráči prohráli 1:10. Po dalším dominantním vítězství nad Somálskem hráli o obhajobu 15. místa. Ve výsledku branky Žáka a Rákosníka jenom snížily stav z 0:3 na 2:3 a Češi skončili šestnáctí.
Český tým pak vynechal vzdálený Chabarovsk a zúčastnil se až šampionátu v roce 2019 ve Vänersborgu. Díky úspěchům ze zápasů s nováčky ze Švýcarska a s Ukrajinci následně opět bojoval o celkové 15. místo, což je 7. místo v divizi B. Šlo o první federální derby se Slovenskem na velkém kluzišti a čeští borci z něj vyšli vítězně - v prodloužení rozhodl gól po rohovém úderu o českém triumfu 3:2.
O rok později, na turnaji v Irkutsku, čeští hráči neuspěli. Zvítězili pouze jednou ze sedmi utkání (ve skupině nad Švýcarskem 4:1) a obsadili 8. místo v divizi B po závěrečné prohře s Japonci.
Nejvyšší výhra: Česko - Somálsko 20:0 (24. 1. 2017).
Nejvyšší prohra: Česko - Maďarsko 1:10 (27. 1. 2017).
| Země            | Odehraná MS | Zlato | Stříbro | Bronz |
| --------------- | ----------- | ----- | ------- | ----- |
| Česká republika | 4           | 0     | 0       | 0     |

## Země

### Svaz sovětských socialistických republik
Reprezentace Sovětského svazu v bandy, neboli sborná SSSR, byla od 1. mistrovství světa v roce 1957 jeho stálým účastníkem až do rozpadu státu v roce 1991 a dodnes je historicky nejúspěšnějším týmem na MS v bandy se 14 zlatými, 2 stříbrnými a 1 bronzovou medailí.
Vůbec první mezinárodní zápas mužstvo sehrálo v Moskvě (1954) a porazilo Finy 2:1. To odstartovalo jeho dominanci v následném čtvrtstoletí. SSSR triumfoval od roku 1957 do 1979 nepřetržitě jedenáctkrát, za tuto dobu byl navíc na šampionátu poražen pouze dvakrát - v letech 1975 a 1977 podlehl Švédsku 1:3 a 2:3. Režisérem osmi z těchto vítězství byl legendární trenér, moskevský rodák Vasilij Trofimov. Tahounem týmu na ledě byl ofenzivní záložník Valerij Maslov, který vybojoval rovněž 8 titulů mistra světa a poté vedl i jako trenér Junosť Omsk, Dynamo Moskva a další. Anatolij Frolov se stal nejlepším střelcem mistrovství v letech 1969 a 1973, ve druhém případě nastřílel dokonce 12 gólů. Teprve na domácí půdě v Chabarovsku (1981) jej sesadili Švédové díky výhře 6:1 hned 1. den turnaje. Na 15. MS, které se konalo v roce 1987 ve Švédsku, si SSSR připsal nejvyšší dosaženou výhru za celou svou existenci. 1. února ve městě Skövde deklasoval Spojené státy americké 21:1, avšak poté nestačil Finy ani na Švédy a skončil třetí, což bylo považováno za katastrofu. Poslední světový šampionát, kterého se tým zúčastnil, byl ten 17., v roce 1991, který pořádali Finové. SSSR ubojoval semifinále s Finskem a postoupil do finále v Helsinkách. Tam zdolal Švédsko 4:3 a získal při své derniéře 14. titul.
Sovětský svaz hostil mistrovství světa celkem čtyřikrát, konkrétně v letech 1965 (Archangelsk, Ivanovo, Kursk, Moskva a Sverdlovsk), 1973 (Moskva a Krasnogorsk), 1981 (Chabarovsk) a 1989 (Moskva).
Nejvyšší výhra: SSSR - USA 21:1 (1. 2. 1987).
Nejvyšší prohra: SSSR - Švédsko 3:9 (20. 2. 1983).
| Země          | Odehraná MS | Zlato | Stříbro | Bronz |
| ------------- | ----------- | ----- | ------- | ----- |
| Sovětský svaz | 17          | 14    | 2       | 1     |

### Rusko
V Rusku je bandy považováno za národní sport, ačkoliv vzniklo na Britských ostrovech. V ruštině se jako název sportu používá prostý opis: "хоккей с мячом" (hokej s míčkem) nebo také "русский хоккей" (ruský hokej), což poukazuje na jeho popularitu. Ruská federace bandy byla založena již v roce 1898 a v březnu 1907 sehrál ruský národní tým svůj první mezinárodní zápas - podlehl v něm svému budoucímu úhlavnímu rivalovi ze Švédska. Ruská superliga je považována spolu se švédskou nejvyšší soutěží pokládána za jednu z nejkvalitnějších lig bandy na světě a ruský národní výběr je tedy složen výhradně z hráčů z předních ruských klubů, jako jsou například SKA-Něfťjanik Chabarovsk či Jenisej Krasnojarsk.
Reprezentace Ruské federace obsadila v roce 1993 volné místo po zaniklém Sovětském svazu a nestačila jen na suverénní Švédy, kteří ji ve finále rozstříleli 8:0. Stejný scénář se opakoval také v letech 1995 a 1997, ovšem roku 1999 Rusko konečně dosáhlo na zlato na domácím šampionátu, ve finále porazilo Finy. Mezi lety 2006 až 2008 (v roce 2008 zdolali Švédy 6:1 před rekordním počtem 20 tisíc diváků) a poté 2013 až 2016 Rusové drželi sérii titulů. Do dějin se zapsal zejména turnaj v Chabarovsku roku 2015 (město hostilo světový šampionát podruhé v historii), jehož návštěvnost dosáhla rekordu. Některé ze zápasů si nenechaly ujít ani takové osobnosti jako premiér Dmitrij Medvěděv nebo Vladislav Treťjak. Ruský tým, jehož součástí byla i zvučná jména (Lomanov, Iškeldin, Ivanuškin, Ševcov, Ivanov, Děrgajev a další) bez problémů postoupil přes USA (17:2) a Kazachstán (14:0) do finále, které hrál se Švédy v elektrizující atmosféře, kterou utvářelo 10 tisíc fanoušků. Rusové ještě 6 minut před koncem prohrávali 1:3, ale obrátili vývoj a vyhráli 5:3. O rok později velmi podobný celek hrál finálové utkání s Finskem a triumfoval tentokrát jasně 6:1, hattrickem se na tom velkou měrou podílel Sergej Lomanov junior. Návštěvnost dosáhla dokonce 11 700 diváků. V roce 2018 se MS pořádalo opět po třech letech v Chabarovsku a Rusové byli už pojedenácté první. Omlazený tým vtrhl do vyřazovací části famózním způsobem - zlikvidoval outsidera z Německa 26:1, pak porazil Finsko 8:2 a souboj o zlato rozhodl svým třetím gólem v duelu Almaz Mirgazov a Rusko zvítězilo 5:4. Mirgazov navíc rozhodl brankou v prodloužení i finále MS 2019, odtud odešli Švédové poraženi 5:6 po prodloužení. Ostatně dramatických finálových bojů mezi Ruskem a Švédskem už bylo v historii MS mnoho.

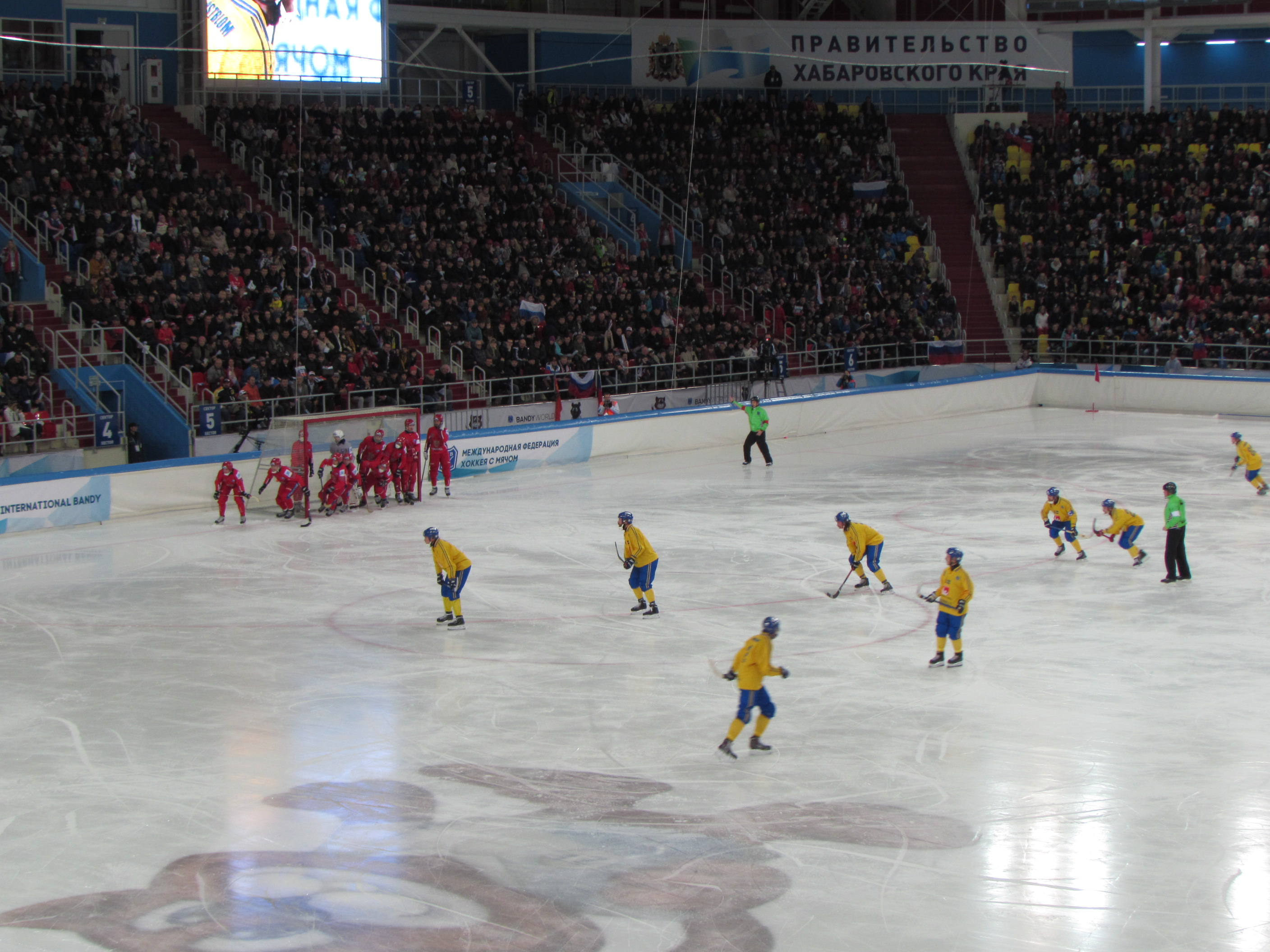
Finále MS 2015 v Chabarovsku mezi Ruskem a Švédskem.

Rusko hostilo mistrovství světa v bandy jedenáctkrát (předtím čtyřikrát jakožto součást SSSR) a v letech 2020 i 2021 jej bude pořádat opět.
Pro sezónu 2019/20 se ruské sborné ujal Pavel Frants.
| Jméno hráče         | Pozice   | Klub                     |
| ------------------- | -------- | ------------------------ |
| Jurij Ivančikov     | Brankář  | Start Nižnij Novgorod    |
| Denis Rysev         | Brankář  | SKA-Něfťjanik Chabarovsk |
| Roman Černych       | Brankář  | Vodnik Archangelsk       |
| Maxim Šakirov       | Brankář  | Strojitel Syktyvkar      |
| Jurij Bondarenko    | Obránce  | SKA-Něfťjanik Chabarovsk |
| Jurij Vikulin       | Obránce  | SKA-Něfťjanik Chabarovsk |
| Vladimir Vlasjuk    | Obránce  | Strojitel Syktyvkar      |
| Valerij Ivkin       | Obránce  | Dinamo Moskva            |
| Ivan Korablin       | Obránce  | Strojitel Syktyvkar      |
| Danil Kuzmin        | Obránce  | Vodnik Archangelsk       |
| Michajl Prokopjev   | Obránce  | Bajkal-Energija Irkutsk  |
| Sergej Filatov      | Obránce  | Strojitel Syktyvkar      |
| Maxim Anciferov     | Útočník  | Vodnik Archangelsk       |
| Vadim Archipkin     | Záložník | Broberg Söderhamn        |
| Janis Befus         | Záložník | Dinamo Moskva            |
| Maxim Vasilenko     | Záložník | Dinamo Moskva            |
| Jevgenij Děrgajev   | Záložník | Vodnik Archangelsk       |
| Alan Džusojev       | Záložník | AIK Bandy                |
| Alexander Jegoryčev | Záložník | Bajkal-Energija Irkutsk  |
| Nikita Ivanov       | Záložník | Dinamo Moskva            |
| Maxim Iškeldin      | Záložník | Jenisej Krasnojarsk      |
| Vladimir Kalančin   | Záložník | Kuzbass Kemerovo         |
| Denis Lapšin        | Záložník | Jenisej Krasnojarsk      |
| Dmitrij Makarov     | Záložník | Jenisej Krasnojarsk      |
| Bogdan Pavenskij    | Záložník | Kuzbass Kemerovo         |
| Andrej Prokopjev    | Záložník | Bajkal-Energija Irkutsk  |
| Vadim Černov        | Záložník | Jenisej Krasnojarsk      |
| Dmitrij Barbakov    | Útočník  | Dinamo Moskva            |
| Artem Bondarenko    | Útočník  | SKA-Něfťjanik Chabarovsk |
| Vladislav Kuzněcov  | Útočník  | Bajkal-Energija Irkutsk  |
| Almaz Mirgazov      | Útočník  | Jenisej Krasnojarsk      |
| Vladislav Tarasov   | Útočník  | Dinamo Moskva            |
| Jevgenij Filippov   | Útočník  | Dinamo Moskva            |

Nejvyšší výhra: Rusko - Bělorusko 28:1 (30. 1. 2013).
Nejvyšší prohra: Rusko - Švédsko 0:8 (7. 2. 1993).
| Země  | Odehraná MS | Zlato | Stříbro | Bronz |
| ----- | ----------- | ----- | ------- | ----- |
| Rusko | 22          | 12    | 9       | 1     |

### Švédsko
Švédská reprezentace v bandy se zúčastnila všech dosavadních 39 mistrovství světa. Poprvé získala titul mistrů světa v roce 1981 v ruském Chabarovsku a poté se jí to podařilo ještě jedenáctkrát. Švédský národní tým rovněž jednoznačně dominuje v počtu stříbrných medailí, má jich na svém kontě již 19, z toho osmnáctkrát podlehl ve finále SSSR nebo nástupnickému Rusku. Rusko - Švédsko, to je klasické finále MS v bandy.
Švédská reprezentace je převážně složena z hráčů působících v domácí soutěži, jedná se třeba o kluby Sandvikens AIK a Villa Lidköping BK, popřípadě v Ruské superlize bandy.
Finsko, Norsko a Švédsko hrály bandy na ZOH 1952 v Oslu, proto je o dva roky později pozval SSSR na turnaj čtyř národů 1954. Po triumfu v roce 1981 švédský tým obhájil titul o dva roky později v Helsinkách. Švédové pak v letech 1993, 1995 a 1997 porazili Rusko ve finále třikrát po sobě. Třetího z těchto úspěchů dokonce dosáhli na domácí půdě a podobný kousek se jim povedl i v roce 2009. Ve Västerås ve finále porazili opět Rusy 6:1 zejména díky druhému poločasu, který ovládli 5:0. Poslední zlato z MS švédský výběr vybojoval před svými fanoušky v Sandvikenu, což je město, kde je bandy velice populární. V nastavení finálového souboje s Ruskem rozhodl brankou na 4:3 hráč klubu Hammarby IF Adam Gilljam.
MS v bandy se ve Švédsku konalo celkem třináctkrát, z toho třikrát ve městě Västerås.
Od začátku sezóny 2019/20 je hlavním koučem týmu Michael Carlsson.
| Jméno hráče            | Pozice        | Klub                      |
| ---------------------- | ------------- | ------------------------- |
| Anders Svensson        | Brankář       | Edsbyns IF                |
| Patrik Hedberg         | Brankář       | Hammarby IF Bandyförening |
| Martin Johansson       | Obránce       | Villa Lidköping BK        |
| Linus Pettersson       | Obránce       | Sandvikens AIK            |
| Patrik Sjöström        | Obránce       | Jenisej Krasnojarsk       |
| David Pizzoni Elfving  | Obránce       | Hammarby IF Bandyförening |
| Per Hellmyrs           | Obránce       | Bollnäs GIF               |
| Erik Säfström          | Obránce       | Sandvikens AIK            |
| Felix Persson          | Obránce       | Villa Lidköping BK        |
| Daniel Berlin          | Záložník      | Sandvikens AIK            |
| Johan Löfstedt         | Záložník      | Villa Lidköping BK        |
| Adam Gilljam           | Záložník      | Hammarby IF Bandyförening |
| Simon Jansson          | Záložník      | Västerås SK               |
| Johan Esplund          | Záložník      | Villa Lidköping BK        |
| Christoffer Edlund     | Útočník       | Villa Lidköping BK        |
| Erik Pettersson        | Útočník       | AIK Bandy                 |
| Christoffer Fagerström | Útočník       | Hammarby IF Bandyförening |
| Joakim Andersson       | Útočník       | Villa Lidköping BK        |
|                        |               |                           |
| Sven Olsson            | Hlavní trenér |                           |

Nejvyšší výhra: Švédsko - Bělorusko 33:5 (30. 1. 2014).
Nejvyšší prohra: Švédsko - SSSR 0:8 (24. 2. 1963).
| Země    | Odehraná MS | Zlato | Stříbro | Bronz |
| ------- | ----------- | ----- | ------- | ----- |
| Švédsko | 39          | 12    | 19      | 8     |

### Finsko
Finsko je zakládajícím členem Mezinárodní federace bandy, zúčastnilo se všech dosavadních světových šampionátů a pokaždé skončilo mezi nejlepšími čtyřmi. V roce 2004 zaskočili Finové Rusko i Švédsko a odvezli si domů zlaté medaile.
Finský národní skončil druhý už na MS 1957, 1963 a 1967, ovšem tehdy se ještě hrálo pouze skupinovým systémem, bez semifinále a finále. Do finále mistrovství světa v bandy se proto Finové fakticky dostali až v roce 1987, na šampionátu ve Stockholmu. Ve skupině porazili SSSR, Norsko i USA, avšak ve finále nestačili na Švédsko a prohráli 2:7. O dva roky později hráli finálový duel MS v Moskvě tentokrát se Sovětským svazem, ale ten je smetl výsledkem 12:2. Další finálovou účast Finsko vybojovalo na konci tisíciletí - v roce 1999, když se světový šampionát hrál v ruském Archangelsku. Semifinále se Švédy rozhodl hattrickem útočník Sami Laakkonen, Finové zvítězili 6:2. Ve finále však opět svého soka příliš nepotrápili a se Sovětským svazem prohráli 0:5. Vše se ovšem změnilo na mistrovství světa ve Švédsku a Maďarsku. Finští hráči ukázali svou sílu už v základní skupině A, v níž přehráli Norsko (5:3) a také Rusko (4:3) a prohráli se Švédskem (1:7) a s Kazachstánem (3:7). Přesto postoupili do play-off z druhého místa ze Švédy. V semifinále porazili Rusy znovu 4:3 a čekalo je finále se Švédskem. Finští hráči dvěma góly z rohových úderů snížili rozdíl ve skóre z 1:4 na 3:4, v 81. minutě vyrovnal Kimmo Huotelin a hrdinou turnaje se stal už zmiňovaný Sami Laakkonen, který ve 100. minutě (tedy již v prodloužení) svou brankou zmrazil 9646 švédských fanoušků, kteří neočekávali nic jiného než vítězství svého týmu. Finsko jedinkrát v historii vyhrálo mistrovství světa v bandy. Fin Ari Holopainen se stal nejlepším střelcem turnaje a v roce 2019 dovedl Finsko spolu s Antti Parviainenem a Olli Manninenem na MS ve Švédsku k bronzu.
MS se pořádalo ve Finsku již šestkrát, naposledy roku 2001 jej Finové organizovali společně se Švédskem.
| Jméno hráče      | Pozice        | Klub                     |
| ---------------- | ------------- | ------------------------ |
| Kimmo Kyllönen   | Brankář       | IFK Vänersborg           |
| Jussi Aaltonen   | Brankář       | IFK Motala               |
| Eetu Peuhkuri    | Záložník      | Vetlanda BK              |
| Elias Gillgren   | Obránce       | IFK Motala               |
| Emil Fedorov     | Útočník       | Vetlanda BK              |
| Ilari Moisala    | Obránce       | Broberg Söderhamn        |
| Jimi Heinonen    | Útočník       | IK Sirius                |
| Juho Liukkonen   | Záložník      | IFK Vänersborg           |
| Kasperi Hirvonen | Záložník      | IFK Motala               |
| Markus Kumpuoja  | Útočník       | IK Sirius                |
| Mikko Lukkarila  | Útočník       | IFK Vänersborg           |
| Samuli Helavuori | Obránce       | Bollnäs GIF              |
| Teemu Määttä     | Záložník      | IK Sirius                |
| Tomi Hauska      | Záložník      | Veiterä                  |
| Tommi Määttä     | Obránce       | Edsbyns IF               |
| Tuomas Määttä    | Záložník      | SKA-Něfťjanik Chabarovsk |
| Ville Aaltonen   | Záložník      | Bollnäs GIF              |
|                  |               |                          |
| Antti Parviainen | Hlavní trenér |                          |
| Ari Holopainen   | Trenér        |                          |
| Olli Manninen    | Trenér        |                          |

Nejvyšší výhra: Finsko - Bělorusko 23:0 (25. 3. 2001).

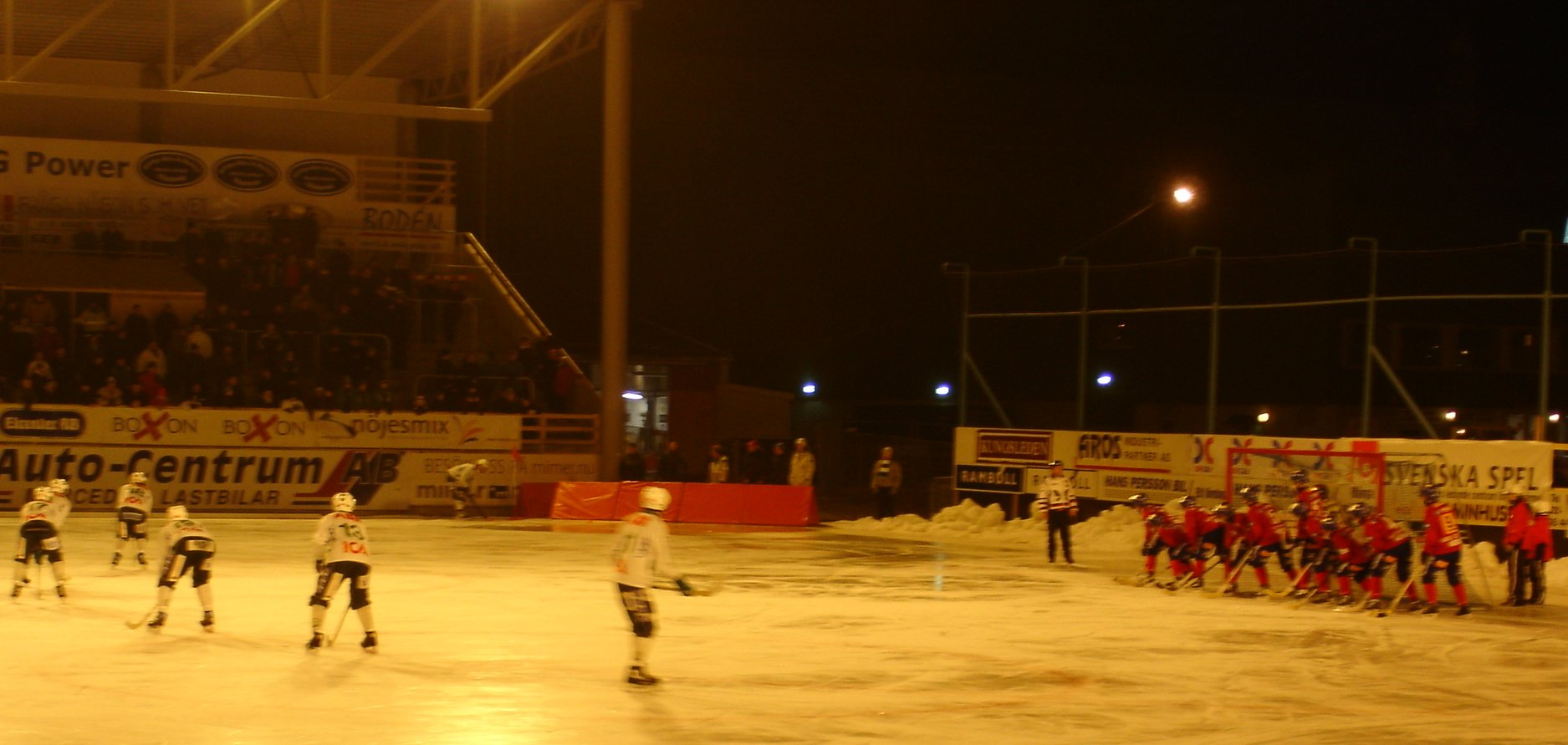
Finský roh na MS 2004

Nejvyšší prohra: Finsko - Švédsko 2:15 (22. 11. 1998).
| Země   | Odehraná MS | Zlato | Stříbro | Bronz |
| ------ | ----------- | ----- | ------- | ----- |
| Finsko | 39          | 1     | 8       | 22    |

### Norsko
Norsko je zakládajícím členem Mezinárodní federace bandy, zúčastnilo se téměř všech dosavadních světových šampionátů a jeho dosud nejlepším výsledkem je 2. místo z mistrovství světa v roce 1965 v SSSR.
Norsko se nepředstavilo na 1. MS v roce 1957 na protest proti invazi sovětských vojsk do Maďarska. Až do roku 1991 skončilo na takřka všech světových šampionátech až za SSSR, Švédskem a Finskem, výjimkou bylo pouze MS 1965. Norové tam nejprve uhráli cennou remízu 2:2 se Švédskem a prohře se Sovětským svazem ve svém závěrečném utkání těsně udolali Finsko 1:0 a umístili se na 2. příčce. Norsko následně skončilo dvanáctkrát čtvrté a změna přišla teprve po pádu komunistického bloku. Na domácím šampionátu v roce 1993 vyhrálo nad Američany ve čtvrtfinále 7:0 a po prohře se Švédy se utkalo s rivalem z Finska, které předtím Nory porazilo v bojích o bronz 4:1, 6:2 a 8:0. Tentokrát se Norové doma odhodlali ke skvělému výkonu a zvítězili 5:3. Poté, co se součástí MS stal i kazašský národní tým, postoupili Norové do souboje o 3. místo jen dvakrát - jednou prohráli se Švédskem 1:9 a podruhé podlehli Finům 1:11. Na MS 2018 Norsko zaznamenalo historicky nejhorší výsledek, tím bylo až 6. místo po prohře 2:3 s USA v boji o 5. místo.
Norsko hostilo MS v bandy celkem pětkrát, naposledy jej v roce 2003 pořádalo společně se Švédskem.
| Jméno hráče          | Pozice   | Klub (k r. 2018) |
| -------------------- | -------- | ---------------- |
| Alexander Nygaard    | Brankář  | Stabæk           |
| Tobias Fevang        | Brankář  |                  |
| Anders Greger Svenn  | Obránce  | IFK Kungälv      |
| Peder Remman         | Obránce  | Surte            |
| Petter Moen          | Obránce  | Solberg          |
| Eirik Lunden         | Obránce  |                  |
| Petter Löyning       | Záložník | Stabæk           |
| Magnus Högevold      | Záložník | Stabæk           |
| Robin Cras           | Záložník | Mjöndalen        |
| Kristian Hagen       | Záložník | Nässjö           |
| Sondre Kristoffersen | Útočník  | Solberg          |
| Isac Jerner          | Útočník  | Ready            |
| Felix Callander      | Útočník  | IFK Vänersborg   |
| Stian Sterkeby       | Záložník |                  |
| Emil Guldbrandsen    | Záložník |                  |
| Fredrik Randsborg    | Záložník |                  |

Nejvyšší výhra: Norsko - Bělorusko 32:0 (29. 3. 2001).
Nejvyšší prohra: Norsko - Rusko 0:22 (1. 2. 2005).
| Země   | Odehraná MS | Zlato | Stříbro | Bronz |
| ------ | ----------- | ----- | ------- | ----- |
| Norsko | 37          | 0     | 1       | 1     |

### Kazachstán
Národní tým Kazachstánu se poprvé zúčastnil MS v bandy v roce 1995, čtyři roky po osamostatnění země, která byla svazovou republikou. Dnes zaniklý klub Dynamo Almaty vyhrál ligu SSSR v letech 1977 a 1990, nicméně dnes v Kazachstánu existuje pouze jeden profesionální klub - Akžajik, který hraje své domácí duely ve městě Oral (rusky Uralsk) a působí v druhé ruské lize (Vyšší liga), proto většina reprezentačního kádru hraje v ruských elitních klubech. Největší hvězdou je kapitán sborné Rauan Isalijev.
Kazaši hned při své první účasti na MS ve čtvrtfinále porazili obhájce bronzu z Norska 4:2 a jen těsně prohráli souboj o 3. pozici s Finskem. První ze svých šesti bronzových medailí Kazachstán dobyl na MS v Archangelsku v roce 2003. V pětičlenné skupině A vyhrál sice jen zápas s Nory (a ještě těsně 6:5), ovšem na postup to stačilo. V tradičním duelu o bronz s Finskem pak konečně uspěl 4:1. O dva roky později kazašské mužstvo porazilo Finy 5:3 a bylo bronzové podruhé. Kazachstán v roce 2011 vyhrál turnaj v bandy na Asijských zimních hrách na domácím ledu v Almaty před Mongolskem a Kyrgyzstánem. Po 6 let trvající sérii čtvrtých míst na MS se kazašské bandy dalo znovu do pohybu na jediném domácím šampionátu v historii, který se konal právě ve městě Almaty na stadionu Medeu (rusky Medeo) v roce 2012. Kazaši vedli v semifinálovém duelu se Švédskem 7 minut před koncem 2. poločasu 4:2 (po dvou brankách vstřelili Vjačeslav Bronnikov a Alexandr Nasonov), ale Švédové vyrovnali a na penalty zvítězili, čímž odsoudili Kazachstán k souboji o bronz. V něm asijský tým bezpečně porazil Finy 10:5. V následujících letech Kazaši porazili Finy v duelech o bronz ještě třikrát po sobě - 6:3, 5:3 a 8:6 v letech 2013 až 2015. Od té doby Kazachstán na medaili čeká.
Od sezóny 2019/20 je koučem reprezentace Alexej Nikišov.
| Jméno hráče         | Pozice        | Věk | Klub (k r. 2018)             |
| ------------------- | ------------- | --- | ---------------------------- |
| Vjačeslav Gorčakov  | Brankář       |     | Akžajik Uralsk               |
| Beržan Achmetžanov  | Brankář       |     | Akžajik Uralsk               |
| Andrej Guščin       |               |     | Akžajik Uralsk               |
| Rauan Isalijev      | Útočník       | 30  | Bajkal-Energija Irkutsk      |
| Sultan Kadiržanov   |               |     | Akžajik Uralsk               |
| Petr Gribanov       |               |     | Akžajik Uralsk               |
| Iskander Nugmanov   |               |     | Ready Bandy                  |
| Arťom Všivkov       |               |     | Uralskij Trubnik Pervouralsk |
| Maxim Utebalijev    |               |     | Akžajik Uralsk               |
| Pavel Čebakov       |               |     | Akžajik Uralsk               |
| Bolat Muchit        |               |     | Akžajik Uralsk               |
| Jelaman Alipkalijev |               |     | Akžajik Uralsk               |
| Samat Amanšin       |               |     | Akžajik Uralsk               |
| Kuanyš Temiralin    |               |     | Akžajik Uralsk               |
| Azat Bekturgan      |               |     | Akžajik Uralsk               |
| Ilja Gluchov        |               |     | Akžajik Uralsk               |
| Jevgenij Šadrin     |               |     | Bajkal-Energija Irkutsk      |
|                     |               |     |                              |
| Alexej Nikišov      | Hlavní trenér |     |                              |
| Oralbaj Žachymbetov | Trenér        |     |                              |
| Sergej Tokmakov     | Trenér        |     |                              |
| Alexandr Ružin      | Trenér        |     |                              |
| Nurgan Urazgalijev  | Trenér        |     |                              |

Nejvyšší výhra: Kazachstán - Maďarsko 29:0 (29. 1. 2018).
Nejvyšší prohra: Kazachstán - Rusko 1:22 (28. 1. 2019).
| Země       | Odehraná MS | Zlato | Stříbro | Bronz |
| ---------- | ----------- | ----- | ------- | ----- |
| Kazachstán | 21          | 0     | 0       | 6     |

### Spojené státy americké
Národní tým USA byl pátým celkem, který v roce 1985 rozšířil kvarteto SSSR, Švédsko, Finsko a Norsko. O 10 let později hostily mistrovství světa v Minnesotě, vítězem se tam stalo Švédsko. Nejlepším výsledkem Spojených států na MS byla 5. příčka ze šampionátu v roce 2018 - Američané v něm historicky poprvé zdolali Nory.
| Jméno hráče       | Pozice   | Klub (k r. 2018)      |
| ----------------- | -------- | --------------------- |
| Gavin Ancheta     | Brankář  | Tonka Bay Bombers     |
| Zack Wynne        | Brankář  | Dynamo Duluth         |
| Andrew Knutson    | Útočník  | Minneapolis Bandolier |
| Peter Knutson     | Záložník | Minneapolis Bandolier |
| Alexander Zitouni | Obránce  | IFK Vänersborg        |
| Mike Carman       | Záložník | Mississippi Mojo      |
| Darren Richardson | Záložník | Jönköping Bandy       |
| Zachary Knight    | Obránce  | Minneapolis Bandolier |
| Wyatt Wenzel      | Obránce  | Minneapolis Bandolier |
| Jacob Blücher     | Záložník | Unik                  |
| Kevin Brown       | Útočník  | Peace & Love City     |
| Dane Erickson     | Záložník | Minneapolis Bandolier |
| Mikael Lickteig   | Záložník | Tonka Bay Bombers     |
| Tom Savatske      | Záložník |                       |
| Michael Fabie     | Útočník  |                       |
| Brent Palmer      | Útočník  |                       |

Nejvyšší výhra: USA - Maďarsko 20:0 (18. 3. 1991).
Nejvyšší prohra: USA - SSSR 1:21 (1. 2. 1987).
| Země                   | Odehraná MS | Zlato | Stříbro | Bronz |
| ---------------------- | ----------- | ----- | ------- | ----- |
| Spojené státy americké | 25          | 0     | 0       | 0     |

### Bělorusko
Díky ruskému vlivu se bandy rozšířilo i do Běloruska. Běloruský národní tým hrál na většině světových šampionátů od roku 2001, ale jinak tomu bylo v letech 2010, 2018 a 2019. Zejména v roce 2018 Bělorusové plánovali účast na turnaji, FIB jej však ohraničila kolem 16 zemí a Bělorusy hrát nevpustila. Nejlepším výsledkem týmu bylo několikrát 6. místo. Útočník Andrej Kabanov se na MS 2015 i 2016 stal nejlepším střelcem - celkem nastřílel 29 branek v 10 zápasech.
Nejvyšší výhra: Bělorusko - Estonsko 21:4 (24. 3. 2003).
Nejvyšší prohra: Bělorusko - Norsko 0:32 (29. 3. 2001).
| Země      | Odehraná MS | Zlato | Stříbro | Bronz |
| --------- | ----------- | ----- | ------- | ----- |
| Bělorusko | 15          | 0     | 0       | 0     |

### Kanada
V Kanadě existuje velká tradice ledního hokeje, takže tam stejně jako v ČR nenajdeme žádné regulérně velké hřiště bandy. Proto kanadské kluby bandy hrají ve společné lize s USA. V letech 2010 a 2017 Kanaďané vyhráli divizi B na MS. Celkovým nejlepším výsledkem týmu jsou dvě 6. místa ze šampionátů v letech 1991 a 1993. Současným hlavním trenérem mužstva je Švéd Göran Svensson.
Nejvyšší výhra: Kanada - Estonsko 18:0 (1. 2. 2005).
Nejvyšší prohra: Kanada - Rusko 1:22 (30. 1. 2014).
| Země   | Odehraná MS | Zlato | Stříbro | Bronz |
| ------ | ----------- | ----- | ------- | ----- |
| Kanada | 15          | 0     | 0       | 0     |

### Německo
Již v roce 1913, v době rozvoje sportu, Německá říše skončila 1. na vůbec jediném Mistrovství Evropy v bandy, které se kdy konalo a jehož účastníkem byly i Čechy. Debut na MS si Němci odbyli až o více než století později, v Irkutsku roku 2014. V roce 2016 Německo vyhrálo divizi B a postoupilo do elitní divize, kde se poté třikrát umístilo na 7. pozici. Německou ligu bandy hrají 4 kluby z hesenských měst Wiesbaden, Mohuč a Frankfurt. V současném německém reprezentačním kádru hraje několik hráčů ruského původu. Na MS 2019 ve Švédsku se německý reprezentant a hráč klubu Ready Bandy z Osla Valentin Wang-Norderud stal nejmladším střelcem gólu na MS v bandy v historii (spolu s ním SRN reprezentoval také jeho starší bratr Jonathan). Když v duelu s Nizozemci v 86. minutě zvyšoval na 12:6, bylo mu pouze 14 let a 2 měsíce. Němec s ruskými kořeny Sergej Bitkov je zase nejstarším střelcem všech bandy-hokejových mistrovství světa - skóroval ve svých 57 letech.
Koučem mužstva je Rus Alexandr Jepifanov.
Nejvyšší výhra: Německo - Somálsko 22:1 (27. 1. 2014).
Nejvyšší prohra: Německo - Švédsko 6:34 (2. 2. 2017).
| Země    | Odehraná MS | Zlato | Stříbro | Bronz |
| ------- | ----------- | ----- | ------- | ----- |
| Německo | 6           | 0     | 0       | 0     |

### Lotyšsko
Lotyšský národní tým se mezi lety 2007 až 2016 každoročně účastnil MS v bandy a v roce 2019 se po dvouleté pauze opět představil, jenže v divizi B. Lotyši v roce 2014 v Irkutsku opanovali divizi B a pro rok 2015 se tak kvalifikovali do divize A. Hned následující rok obsadili doposud nejlepší 7. místo, které vybojovali v duelu s USA po výhře 6:4. Z Vänersborgu (r. 2019) tento výběr obhajoval 5. příčku v divizi B, nicméně na šampionátu v ruském Irkutsku v roce 2020 si o místo pohoršil po těsné porážce s Nizozemskem.
Koučem mužstva je Ivan Maksimov.
Nejvyšší výhra: Lotyšsko - Somálsko 22:0 (24. 1. 2019).
Nejvyšší prohra: Lotyšsko - Švédsko 3:28 (4. 2. 2016).
| Země     | Odehraná MS | Zlato | Stříbro | Bronz |
| -------- | ----------- | ----- | ------- | ----- |
| Lotyšsko | 11          | 0     | 0       | 0     |

### Maďarsko
Maďarský tým debutoval na MS v roce 1991 a patří tak mezi národy s poměrně slušnou tradicí bandy. Jeho nejlepším umístěním je 7. místo z roku 1993, kdy Maďaři v souboji o 7. příčku zvítězili nad Nizozemskem 6:4. Pro rok 2018 se Maďarsko po 21 letech dostalo do divize A, ale v zápase o udržení v elitě jej rozdrtili Němci 21:1. Netrvalo dlouho a Maďaři se opět mezi elitu vrátili, a to roku 2020, po suverénních výkonech na turnaji divize B, kdy všechny zápasy vyhráli.
Budapešť spoluorganizovala MS 2004 s dalšími pěti švédskými městy.
Koučem mužstva je Krisztián Marosi.
Nejvyšší výhra: Maďarsko - Česká republika 10:1 (26. 1. 1990).
Nejvyšší prohra: Maďarsko - Kazachstán 0:29 (29. 1. 2018).
| Země     | Odehraná MS | Zlato | Stříbro | Bronz |
| -------- | ----------- | ----- | ------- | ----- |
| Maďarsko | 21          | 0     | 0       | 0     |

### Nizozemsko
V Nizozemsku má bandy dlouhou tradici, přesto jeho národní tým vždy působil pouze v nižší skupině MS. To se změnilo v roce 2018, kde Nizozemci vyhráli divizi B po výhrách v play-off nad Ukrajinou 4:1, proti Estonsku 8:4 a s Japonskem 3:2. O rok později však opět sestoupili, když prohráli rozhodující duel s Německem 6:12.
Koučem mužstva je Švéd Thomas Engström.
Nejvyšší výhra: Nizozemsko - Somálsko 18:0 (1. 2. 2015).
Nejvyšší prohra: Nizozemsko - USA 0:18 (25. 3. 2003).
| Země       | Odehraná MS | Zlato | Stříbro | Bronz |
| ---------- | ----------- | ----- | ------- | ----- |
| Nizozemsko | 21          | 0     | 0       | 0     |

### Estonsko
Estonští hráči bandy sehráli svůj 1. mezinárodní duel v roce 1923 s Finskem a na mistrovství světa se poprvé představili v roce 2003 v Archangelsku. V roce 2019 Estonsko vyhrálo divizi B světového šampionátu a kvalifikovalo se pro rok 2020 do elitní skupiny. K tomu značnou měrou přispěl archangelský rodák Alexej Ibatulov, který vsítil za 7 duelů 27 branek, čímž stanovil nový historický rekord v počtu gólů vstřelených jedním hráčem na jednom MS.
Nejvyšší výhra: Estonsko - Somálsko 20:0 (31. 1. 2018).
Nejvyšší prohra: Estonsko - Finsko 0:22 (17. 1. 1923).
| Země     | Odehraná MS | Zlato | Stříbro | Bronz |
| -------- | ----------- | ----- | ------- | ----- |
| Estonsko | 15          | 0     | 0       | 0     |

### Japonsko
Japonsko hraje na MS v bandy od roku 2012 každoročně v nižší divizi B. Úspěchem skončilo MS 2018, kdy Japonci došli až do divizního finále, v němž nestačili na Nizozemsko 2:3.
Koučem mužstva je Rus Oleg Ziganšin.
Nejvyšší výhra: Japonsko - Kyrgyzstán 13:0 (1. 2. 2012).
Nejvyšší prohra: Japonsko - Estonsko 1:12 (24. 1. 2019).
| Země     | Odehraná MS | Zlato | Stříbro | Bronz |
| -------- | ----------- | ----- | ------- | ----- |
| Japonsko | 9           | 0     | 0       | 0     |

### Velká Británie
Bandy se v Anglii hrálo už před více než dvěma stoletími, ale Velká Británie hrála na MS až v roce 2019. Britové porazili Lotyše 5:0, Čínu 14:0, Somálsko 11:0, Slovensko 6:1 a Japonsko 3:1 a v semifinále divize B i Maďary výsledkem 5:4. Nestačili až ve finále na Estonce 3:9. Velká Británie proto obsadila v kompletním pořadí obou divizí 10. pozici.
Nejvyšší výhra: Velká Británie - Somálsko 14:0 (22. 1. 2019).
Nejvyšší prohra: Velká Británie - Estonsko 3:9 (25. 1. 2019).
| Země           | Odehraná MS | Zlato | Stříbro | Bronz |
| -------------- | ----------- | ----- | ------- | ----- |
| Velká Británie | 1           | 0     | 0       | 0     |

### Mongolsko
Národní tým Mongolska byl stříbrný na Asijských zimních hrách 2011, kdy ve finále podlehl Kazachstánu 2:16. To vedlo ke jmenování mongolských hráčů bandy nejlepším kolektivním týmem země. V roce 2017 Mongolové obsadili 3. místo v divizi B mistrovství světa a dobře si vedli také o 3 roky později v Rusku, kde zůstávali dlouho neporaženi a až na závěr turnaje podlehli Ukrajině a Slovensku, což znamenalo 4. místo.
Koučem mužstva je Žargal Banzragč.
Nejvyšší výhra: Mongolsko - Kyrgyzstán 17:2 (2. 2. 2011).
Nejvyšší prohra: Mongolsko - Kazachstán 0:17 (4. 2. 2011).
| Země      | Odehraná MS | Zlato | Stříbro | Bronz |
| --------- | ----------- | ----- | ------- | ----- |
| Mongolsko | 11          | 0     | 0       | 0     |

### Ukrajina
Ukrajinská reprezentace bandy zapsala svou vůbec 1. účast na MS v roce 2013. Maximem tohoto národního mužstva je 2. pozice v divizi B roku 2020, kdy tým s ruskými legionáři nestačil až na Maďary.
Koučem mužstva je Švéd Magnus Alm.
Nejvyšší výhra: Ukrajina - Somálsko 13:0 (28. 1. 2014).
Nejvyšší prohra: Ukrajina - Maďarsko 3:11 (24. 1. 2017).
| Země     | Odehraná MS | Zlato | Stříbro | Bronz |
| -------- | ----------- | ----- | ------- | ----- |
| Ukrajina | 7           | 0     | 0       | 0     |

### Čína
Národní tým Číny debutoval na MS v bandy v roce 2015 a v dalších letech nastupoval pravidelně. Nejlepším výsledkem byla 12. příčka v roku 2018, kterou výběr vybojoval na domácí půdě v Charbinu. Číňané porazili Somálsko i Slovensko a ve čtvrtfinále překvapivě udolali hráče Mongolska 3:2, díky čemuž postoupili mezi nejlepší 4 celky divize B. Po porážkách 1:2 od Japonska a 3:11 s Estonci obsadili 4. místo, tedy 12. v celkovém pořadí.
Nejvyšší výhra: Čína - Somálsko 14:0 (28. 1. 2017).
Nejvyšší prohra: Čína - Kanada 0:13 (26. 1. 2015).
| Země | Odehraná MS | Zlato | Stříbro | Bronz |
| ---- | ----------- | ----- | ------- | ----- |
| Čína | 5           | 0     | 0       | 0     |

### Kyrgyzstán
Kyrgyzská reprezentace v bandy se zformovala před Asijskými zimními hrami 2011, které se konaly v Almaty - v městě ležícím v bezprostřední blízkosti kazašsko-kyrgyzských hranic. Kyrgyzové na tomto turnaji získali bronz, což byla vůbec první medaile pro Kyrgyzstán v jakémkoliv sportu na těchto hrách.
Národní tým Kyrgyzstánu se zatím zúčastnil pouze jednoho světového šampionátu - v roce 2012, opět v Almaty. Byl zařazen do výjimečně vytvořené divize C spolu s dalším nováčkem z Japonska a estonskými navrátilci. Ve skupině Kyrgyzové vstřelili jen jednu branku - za již rozhodnutého stavu korigoval porážku svým gólem Žoldžbek. V závěrečném utkání o 2. místo v divizi C (a o 14. pozici celkově) Kyrgyzstán nestačil na Japonce 0:4.

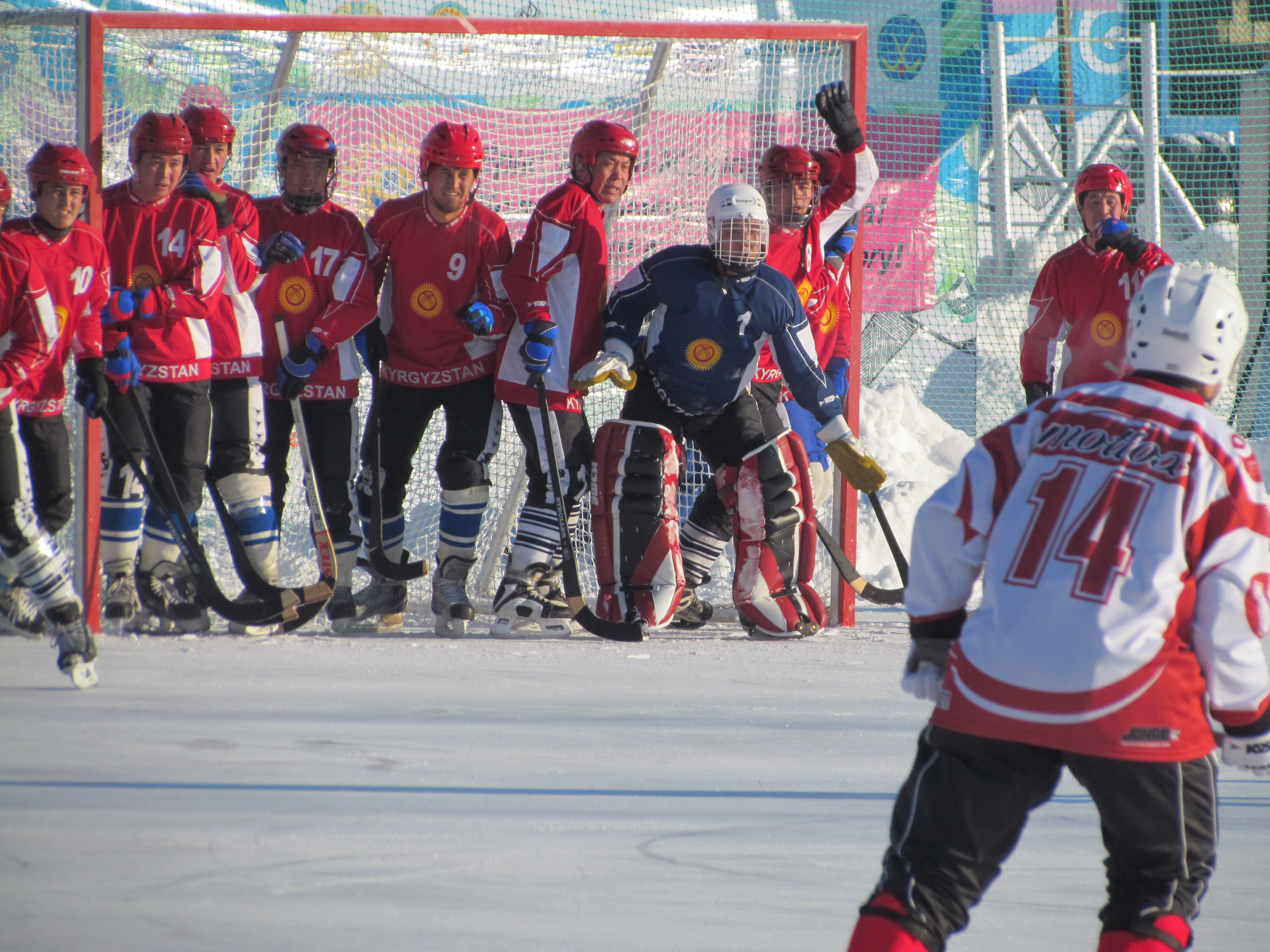
Kyrgyzská obrana proti japonskému rohovému úderu (MS 2012).

Plány o účasti na MS 2018 vyšly vniveč, proto má kyrgyzský národní výběr na svém kontě zatím jen jedinou zkušenost ze světového šampionátu.
Nejvyšší výhra: -
Nejvyšší prohra: Kyrgyzstán - Kazachstán 0:21 (3. 2. 2011).
| Země       | Odehraná MS | Zlato | Stříbro | Bronz |
| ---------- | ----------- | ----- | ------- | ----- |
| Kyrgyzstán | 1           | 0     | 0       | 0     |

### Slovensko
Na Slovensku se bandy rozvinulo v těsné propojenosti s ČR. Slováci hráli na šampionátech v letech 2018 v Číně a 2019 ve Švédsku.
Na MS 2018 tým Slovenska příliš neuspěl, dokázal zdolat jenom Somálsko 8:0 a v duelu o umístění 2:0. Celkově obsadil 15. místo. O rok později se Slováci ve Švédsku potkali s týmem ČR po úspěších se Somálskem (8:1) a proti Číně (8:0) a podlehli v prodloužení 2:3. Ovšem roku 2020 Slováci překvapili pohlednou hrou a celkovým 11. umístěním.
Hlavním trenérem mužstva je Rus Konstantin Prjachin.
Nejvyšší výhra: Slovensko - Somálsko 8:0 (30. 1. 2018).
Nejvyšší prohra: Slovensko - Nizozemsko 0:7 (29. 1. 2018).
| Země      | Odehraná MS | Zlato | Stříbro | Bronz |
| --------- | ----------- | ----- | ------- | ----- |
| Slovensko | 3           | 0     | 0       | 0     |

### Somálsko
Mistrovství světa v roce 2014 přineslo zcela nečekanou účast reprezentace z Afriky - Somálska. Mužstvo je sestaveno z příslušníků somálské menšiny žijící ve švédském městě Borlänge, hrajících převážně za lokální klub Peace & Love City, pouze jeden z hráčů žije v Kanadě. Tým od jeho prvního utkání (porážka 1:22 s Němci) koučuje švédský bývalý špičkový hráč bandy Per Fosshaug. Hráči Somálska stále na mistrovstvích světa nedokázali vyhrát žádný zápas, avšak v letech 2016 a 2017 sehráli přátelská utkání s neoficiálním týmem Afghánistánu, který tvoří afghánští přistěhovalci ve švédském městě Karlstad ovlivnění popularitou bandy ve Švédsku. Jeden ze soubojů - v únoru roku 2016 - vyhráli jasně 15:0, což je nejvyšší vítězství somálského mužstva v mezinárodních zápasech.
Koučem mužstva je Švéd Magnus Karl Erik Muhr.
Nejvyšší výhra: Somálsko - Afghánistán 15:0 (25. 2. 2016).
Nejvyšší prohra: Somálsko - Lotyšsko 0:22 (24. 1. 2019).
| Země     | Odehraná MS | Zlato | Stříbro | Bronz |
| -------- | ----------- | ----- | ------- | ----- |
| Somálsko | 7           | 0     | 0       | 0     |

### Švýcarsko
Národní tým Švýcarska se poprvé objevil na MS v bandy v roce 2019, skončil celkově 19. z 20 týmů, a podobně si vedl i v roce 2020, kdy znovu předstihl jen Somálsko (10:0 a 4:1).
Švýcarské město Davos hostilo jediné ME v bandy vůbec (1913), jehož se zúčastnil i domácí celek, na další mezinárodní akci se však představil až o 106 let později ve zcela jiné situaci.
Hlavním trenérem týmu je Pierre Roos.
Nejvyšší výhra: Švýcarsko - Somálsko 10:0 (5. 3. 2020).
Nejvyšší prohra: Švýcarsko - Estonsko 0:9 (22. 1. 2019).
| Země      | Odehraná MS | Zlato | Stříbro | Bronz |
| --------- | ----------- | ----- | ------- | ----- |
| Švýcarsko | 2           | 0     | 0       | 0     |

## Formát turnaje
Prvních 12 mistrovství bylo hráno skupinovým systémem. V roce 1983 bylo přidáno tzv. play-off, tedy zápasy o 3. místo a finále, později i semifinále a čtvrtfinále. Roku 2003 se týmy rozdělily do dvou výkonnostních divizí - A a B, přičemž poslední výběr z divize A od roku 2016 sestupuje a je nahrazen vítězem divize B. Výjimkou bylo zavedení divize C pro šampionát v roce 2012, tento krok byl ovšem bezprostředně poté zrušen.

## Vysílací práva
Největší zájem o MS v bandy je tradičně ve Švédsku, Finsku a Rusku, kde vysílá přímé přenosy státní televize. Zápasy však mohou pomocí internetu sledovat fanoušci z celého světa.

## Výsledky

### Muži
| Rok  | Organizátor            | Počet týmů | Zlato         | Stříbro       | Bronz         |
| ---- | ---------------------- | ---------- | ------------- | ------------- | ------------- |
| 1957 | Finsko                 | 3          | Sovětský svaz | Finsko        | Švédsko       |
| 1961 | Norsko                 | 4          | Sovětský svaz | Švédsko       | Finsko        |
| 1963 | Švédsko                | 4          | Sovětský svaz | Finsko        | Švédsko       |
| 1965 | Sovětský svaz          | 4          | Sovětský svaz | Norsko        | Švédsko       |
| 1967 | Finsko                 | 4          | Sovětský svaz | Finsko        | Švédsko       |
| 1969 | Švédsko                | 3          | Sovětský svaz | Švédsko       | Finsko        |
| 1971 | Švédsko                | 4          | Sovětský svaz | Švédsko       | Finsko        |
| 1973 | Sovětský svaz          | 4          | Sovětský svaz | Švédsko       | Finsko        |
| 1975 | Finsko                 | 4          | Sovětský svaz | Švédsko       | Finsko        |
| 1977 | Norsko                 | 4          | Sovětský svaz | Švédsko       | Finsko        |
| 1979 | Švédsko                | 4          | Sovětský svaz | Švédsko       | Finsko        |
| 1981 | Sovětský svaz          | 4          | Švédsko       | Sovětský svaz | Finsko        |
| 1983 | Finsko                 | 4          | Švédsko       | Sovětský svaz | Finsko        |
| 1985 | Norsko                 | 5          | Sovětský svaz | Švédsko       | Finsko        |
| 1987 | Švédsko                | 5          | Švédsko       | Finsko        | Sovětský svaz |
| 1989 | Sovětský svaz          | 5          | Sovětský svaz | Finsko        | Švédsko       |
| 1991 | Finsko                 | 8          | Sovětský svaz | Švédsko       | Finsko        |
| 1993 | Norsko                 | 8          | Švédsko       | Rusko         | Norsko        |
| 1995 | Spojené státy americké | 8          | Švédsko       | Rusko         | Finsko        |
| 1997 | Švédsko                | 9          | Švédsko       | Rusko         | Finsko        |
| 1999 | Rusko                  | 6          | Rusko         | Finsko        | Švédsko       |
| 2001 | Finsko / Švédsko       | 7          | Rusko         | Švédsko       | Finsko        |
| 2003 | Rusko                  | 9          | Švédsko       | Rusko         | Kazachstán    |
| 2004 | Švédsko / Maďarsko     | 11         | Finsko        | Švédsko       | Rusko         |
| 2005 | Rusko                  | 11         | Švédsko       | Rusko         | Kazachstán    |
| 2006 | Švédsko                | 12         | Rusko         | Švédsko       | Finsko        |
| 2007 | Rusko                  | 12         | Rusko         | Švédsko       | Finsko        |
| 2008 | Rusko                  | 13         | Rusko         | Švédsko       | Finsko        |
| 2009 | Švédsko                | 13         | Švédsko       | Rusko         | Finsko        |
| 2010 | Rusko                  | 11         | Švédsko       | Rusko         | Finsko        |
| 2011 | Rusko                  | 11         | Rusko         | Finsko        | Švédsko       |
| 2012 | Kazachstán             | 14         | Švédsko       | Rusko         | Kazachstán    |
| 2013 | Švédsko / Norsko       | 14         | Rusko         | Švédsko       | Kazachstán    |
| 2014 | Rusko                  | 17         | Rusko         | Švédsko       | Kazachstán    |
| 2015 | Rusko                  | 16         | Rusko         | Švédsko       | Kazachstán    |
| 2016 | Rusko                  | 18         | Rusko         | Finsko        | Švédsko       |
| 2017 | Švédsko                | 18         | Švédsko       | Rusko         | Finsko        |
| 2018 | Rusko / Čína           | 16         | Rusko         | Švédsko       | Finsko        |
| 2019 | Švédsko                | 20         | Rusko         | Švédsko       | Finsko        |

| Země            | 57 | 61 | 63 | 65 | 67 | 69 | 71 | 73 | 75 | 77 | 79 | 81 | 83 | 85 | 87 | 89 | 91 | 93 | 95 | 97 | 99 | 01 | 03 | 04 | 05 | 06 | 07 | 08 | 09 | 10 | 11 | 12 | 13 | 14 | 15 | 16 |
| --------------- | -- | -- | -- | -- | -- | -- | -- | -- | -- | -- | -- | -- | -- | -- | -- | -- | -- | -- | -- | -- | -- | -- | -- | -- | -- | -- | -- | -- | -- | -- | -- | -- | -- | -- | -- | -- |
| Bělorusko       |    |    |    |    |    |    |    |    |    |    |    |    |    |    |    |    |    | -  | -  | -  | -  | 7  | 6  | 7  | 6  | 6  | 6  | 6  | 6  | -  | 7  | 7  | 6  | 7  | 6  | 6  |
| Česko           |    |    |    |    |    |    |    |    |    |    |    |    |    |    |    |    |    | -  | -  | -  | -  | -  | -  | -  | -  | -  | -  | -  | -  | -  | -  | -  | -  | -  | -  | 15 |
| Čína            | -  | -  | -  | -  | -  | -  | -  | -  | -  | -  | -  | -  | -  | -  | -  | -  | -  | -  | -  | -  | -  | -  | -  | -  | -  | -  | -  | -  | -  | -  | -  | -  | -  | -  | 16 | 16 |
| Estonsko        |    |    |    |    |    |    |    |    |    |    |    |    |    |    |    |    |    | -  | -  | -  | -  | -  | 8  | 10 | 10 | -  | 11 | -  | -  | -  | -  | 12 | 11 | 10 | 10 | -  |
| Finsko          | 2  | 3  | 2  | 4  | 2  | 3  | 3  | 3  | 3  | 3  | 3  | 3  | 3  | 3  | 2  | 2  | 3  | 4  | 3  | 3  | 2  | 3  | 4  | 1  | 4  | 3  | 3  | 3  | 3  | 3  | 2  | 4  | 4  | 4  | 4  | 2  |
| Japonsko        | -  | -  | -  | -  | -  | -  | -  | -  | -  | -  | -  | -  | -  | -  | -  | -  | -  | -  | -  | -  | -  | -  | -  | -  | -  | -  | -  | -  | -  | -  | -  | 13 | 13 | 12 | 14 | 13 |
| Kanada          | -  | -  | -  | -  | -  | -  | -  | -  | -  | -  | -  | -  | -  | -  | -  | -  | 6  | 6  | 7  | 7  | -  | -  | -  | 9  | 8  | 8  | -  | -  | -  | 7  | 8  | 8  | 8  | 8  | -  | -  |
| Kazachstán      |    |    |    |    |    |    |    |    |    |    |    |    |    |    |    |    |    | -  | 4  | 4  | 5  | 4  | 3  | 4  | 3  | 4  | 4  | 4  | 4  | 4  | 4  | 3  | 3  | 3  | 3  | 4  |
| Kyrgyzstán      |    |    |    |    |    |    |    |    |    |    |    |    |    |    |    |    |    | -  | -  | -  | -  | -  | -  | -  | -  | -  | -  | -  | -  | -  | -  | 14 | -  | -  | -  | -  |
| Lotyšsko        |    |    |    |    |    |    |    |    |    |    |    |    |    |    |    |    |    | -  | -  | -  | -  | -  | -  | -  | -  | -  | 8  | -  | 8  | 8  | 9  | 10 | 9  | 9  | 7  | 8  |
| Maďarsko        | -  | -  | -  | -  | -  | -  | -  | -  | -  | -  | -  | -  | -  | -  | -  | -  | -  | 7  | 8  | 8  | -  | -  | -  | 8  | 9  | 9  | 9  | -  | 11 | 10 | 10 | 9  | 10 | 11 | 11 | 10 |
| Mongolsko       | -  | -  | -  | -  | -  | -  | -  | -  | -  | -  | -  | -  | -  | -  | -  | -  | -  | -  | -  | -  | -  | -  | -  | -  | -  | -  | -  | -  | 10 | 11 | -  | -  | -  | 17 | 15 | 12 |
| Německo         | -  | -  | -  | -  | -  | -  | -  | -  | -  | -  | -  | -  | -  | -  | -  | -  | -  | -  | -  | -  | -  | -  | -  | -  | -  | -  | -  | -  | -  | -  | -  | -  | -  | 15 | 13 | 9  |
| Nizozemsko      | -  | -  | -  | -  | -  | -  | -  | -  | -  | -  | -  | -  | -  | -  | -  | -  | -  | 8  | -  | 9  | -  | -  | 9  | 11 | 9  | 10 | 10 | -  | 9  | 9  | 11 | 11 | 12 | 14 | 12 | 14 |
| Norsko          | -  | 4  | 4  | 2  | 4  | -  | 4  | 4  | 4  | 4  | 4  | 4  | 4  | 4  | 4  | 4  | 4  | 3  | 5  | 5  | 4  | 5  | 5  | 5  | 5  | 5  | 5  | 5  | 5  | 5  | 5  | 5  | 5  | 5  | 5  | 5  |
| Rusko           |    |    |    |    |    |    |    |    |    |    |    |    |    |    |    |    |    | 2  | 2  | 2  | 1  | 1  | 2  | 3  | 2  | 1  | 1  | 1  | 2  | 2  | 1  | 2  | 1  | 1  | 1  | 1  |
| Somálsko        | -  | -  | -  | -  | -  | -  | -  | -  | -  | -  | -  | -  | -  | -  | -  | -  | -  | -  | -  | -  | -  | -  | -  | -  | -  | -  | -  | -  | -  | -  | -  | -  | -  | 17 | 17 | 17 |
| SSSR            | 1  | 1  | 1  | 1  | 1  | 1  | 1  | 1  | 1  | 1  | 1  | 2  | 2  | 1  | 3  | 1  | 1  |    |    |    |    |    |    |    |    |    |    |    |    |    |    |    |    |    |    |    |
| Švédsko         | 3  | 2  | 3  | 3  | 3  | 2  | 2  | 2  | 2  | 2  | 2  | 1  | 1  | 2  | 1  | 3  | 2  | 1  | 1  | 1  | 3  | 2  | 1  | 2  | 1  | 2  | 2  | 2  | 1  | 1  | 3  | 1  | 2  | 2  | 2  | 3  |
| Ukrajina        |    |    |    |    |    |    |    |    |    |    |    |    |    |    |    |    |    | -  | -  | -  | -  | -  | -  | -  | -  | -  | -  | -  | -  | -  | -  | -  | 14 | 13 | -  | 11 |
| USA             | -  | -  | -  | -  | -  | -  | -  | -  | -  | -  | -  | -  | -  | 5  | 5  | 5  | 5  | 5  | 6  | 6  | 6  | 6  | 7  | 6  | 7  | 7  | 7  | 7  | 7  | 6  | 6  | 6  | 7  | 6  | 8  | 7  |
| Země            | 57 | 61 | 63 | 65 | 67 | 69 | 71 | 73 | 75 | 77 | 79 | 81 | 83 | 85 | 87 | 89 | 91 | 93 | 95 | 97 | 99 | 01 | 03 | 04 | 05 | 06 | 07 | 08 | 09 | 10 | 11 | 12 | 13 | 14 | 15 | 16 |
|                 |    |    |    |    |    |    |    |    |    |    |    |    |    |    |    |    |    |    |    |    |    |    |    |    |    |    |    |    |    |    |    |    |    |    |    |    |
| Počet účastníků | 3  | 4  | 4  | 4  | 4  | 3  | 4  | 4  | 4  | 4  | 4  | 4  | 4  | 5  | 5  | 5  | 6  | 8  | 8  | 9  | 6  | 7  | 9  | 11 | 10 | 10 | 11 | 7  | 11 | 11 | 11 | 14 | 14 | 17 | 16 | 18 |

| Země            | 17 | 18 | 19 |
| --------------- | -- | -- | -- |
| Bělorusko       | 8  | -  | -  |
| Česko           | 16 | -  | 15 |
| Čína            | 17 | 12 | 18 |
| Estonsko        | 14 | 11 | 9  |
| Finsko          | 3  | 3  | 3  |
| Japonsko        | 12 | 10 | 12 |
| Kanada          | 9  | -  | 14 |
| Kazachstán      | 5  | 4  | 4  |
| Lotyšsko        | -  | -  | 13 |
| Maďarsko        | 10 | 8  | 11 |
| Mongolsko       | 11 | 13 | 12 |
| Německo         | 7  | 7  | 7  |
| Nizozemsko      | 15 | 9  | 8  |
| Norsko          | 4  | 6  | 5  |
| Rusko           | 2  | 1  | 1  |
| Slovensko       | -  | 15 | 16 |
| Somálsko        | 18 | 16 | 20 |
| Švédsko         | 1  | 2  | 2  |
| Švýcarsko       | -  | -  | 19 |
| Ukrajina        | 13 | 14 | 17 |
| USA             | 6  | 5  | 6  |
| Velká Británie  | -  | -  | 10 |
| Země            | 17 | 18 | 19 |
|                 |    |    |    |
| Počet účastníků | 18 | 16 | 20 |

### Ženy
| Rok  | Organizátor            | Počet týmů | Zlato   | Stříbro | Bronz  |
| ---- | ---------------------- | ---------- | ------- | ------- | ------ |
| 2004 | Finsko                 | 5          | Švédsko | Rusko   | Finsko |
| 2006 | Spojené státy americké | 6          | Švédsko | Rusko   | Norsko |
| 2007 | Maďarsko               | 7          | Švédsko | Rusko   | Norsko |
| 2008 | Švédsko                | 7          | Švédsko | Rusko   | Finsko |
| 2010 | Norsko                 | 6          | Švédsko | Rusko   | Norsko |
| 2012 | Rusko                  | 6          | Švédsko | Rusko   | Finsko |
| 2014 | Finsko                 | 6          | Rusko   | Švédsko | Finsko |
| 2016 | USA                    | 7          | Švédsko | Rusko   | Norsko |
| 2018 | Čína                   | 8          | Švédsko | Rusko   | Norsko |

| Země            | 04 | 06 | 07 | 08 | 10 | 12 | 14 | 16 | 18 |
| --------------- | -- | -- | -- | -- | -- | -- | -- | -- | -- |
| Čína            | -  | -  | -  | -  | -  | -  | -  | 7  | 6  |
| Estonsko        | -  | -  | -  | -  | -  | -  | -  | -  | 7  |
| Finsko          | 3  | 4  | 5  | 3  | 5  | 3  | 3  | 6  | 4  |
| Kanada          | -  | 6  | 4  | 5  | 4  | 4  | 5  | 4  | -  |
| Maďarsko        | -  | -  | 7  | 7  | -  | -  | -  | -  | -  |
| Norsko          | 4  | 3  | 3  | 4  | 3  | 6  | 4  | 3  | 3  |
| Rusko           | 2  | 2  | 2  | 2  | 2  | 2  | 1  | 2  | 2  |
| Švédsko         | 1  | 1  | 1  | 1  | 1  | 1  | 2  | 1  | 1  |
| Švýcarsko       | -  | -  | -  | -  | -  | -  | -  | -  | 8  |
| USA             | 5  | 5  | 6  | 6  | 6  | 5  | 6  | 5  | 5  |
| Země            | 04 | 06 | 07 | 08 | 10 | 12 | 14 | 16 | 18 |
|                 |    |    |    |    |    |    |    |    |    |
| Počet účastníků | 5  | 6  | 7  | 7  | 6  | 6  | 6  | 7  | 8  |